# باشگاه فوتبال اریث و بلودر
باشگاه فوتبال اریث و بلودر (به انگلیسی: Erith & Belvedere Football Club) یک باشگاه فوتبال در شهر اریث، کشور انگلستان است که در سال ۱۹۲۲ میلادی تأسیس شده‌است.